# دلیچ
شهر دلیتزش در ایالت زاکسن در کشور آلمان واقع شده‌است.